# Automeris tucumana
Automeris tucumana är en fjärilsart som beskrevs av Eugène Louis Bouvier. Automeris tucumana ingår i släktet Automeris och familjen påfågelsspinnare. Inga underarter finns listade i Catalogue of Life.